# Distrito de Pomata
El distrito peruano de Pomata es uno de los siete distritos que conforman la provincia de Chucuito, ubicada en el Departamento de Puno en el sudeste Perú; bajo la administración del Gobierno regional de Puno.
Desde el punto de vista jerárquico de la Iglesia católica forma parte de la Prelatura de Juli en la Arquidiócesis de Arequipa.

## Historia
El distrito fue creado en los años de la Independencia del Perú (1821).

## Geografía
Situado al nordeste de la provincia linda al norte con el lago Titicaca; al sur con los distritos de Huacullani y de Zepita; al este con la vecina provincia de Yunguyo, distritos de Cuturapi
y de Yunguyo; y al oeste con Distrito de Juli.

## Demografía
La población estimada en el año 2000 es de 19 702 habitantes.

## Capital
La Capital del distrito es la ciudad de Pomata ubicada sobre los 3 863 m s. n. m.

## Autoridades

### Municipales
- 2019 - 2022[3]
  - Alcaldesa: Ana María Yupanqui Mendoza, de Frente Amplio para el Desarrollo del Pueblo - FADEP - Puno.
  - Regidores:

  1. Wilberto Cortez Segales (Por Frente Amplio para el Desarrollo del Pueblo - FADEP - Puno)
  2. yony Yaja Anquise (Por Frente Amplio para el Desarrollo del Pueblo - FADEP - Puno)
  3. Magdalena Lopez Ancco (Frente Amplio para el Desarrollo del Pueblo - FADEP - Puno)
  4. David Gustavo Ccamapaza Quispe (Por Frente Amplio para el Desarrollo del Pueblo - FADEP - Puno)
  5. Manuel Mendoza Torres (Movimiento de Integración por el Desarrollo Regional)

## Himno de Pomata
Esa luz que alumbre el Utiraya

es el sol que anuncia la alborada

vamos todos con esos resplandores

son fulgores de un nuevo despertar.

Pomateños honremos nuestro pueblo

este suelo de excelsa trayectoria

por su historia, mensaje de grandeza

de riqueza, honor y lealtad.

ESTROFAS

Pueblo hermoso de dorada opulencia

esculpido con místico fervor

sobre el lago soberano don

bajo el signo de tu elevada cruz.

Prometemos un devoto juramento

a esta bella, honorable majestad

a su templo, joya nacional

monumento de gran celebridad.

ESTRIBILLO

Pomateños, avancemos

con la mente oferente

hacia el porvenir.

Letra y Música de Rene Villagra Quiroga

## Barrios del Cercado (Pomata)
- Barrio San Miguel
- Barrio Central
- Barrio Huacani Aciruni
- Barrio Kollihuerta
- Barrio Las Peñas
- Barrio Pueblo Libre
- Barrio San Martín
- Barrio Santa Bárbara
- Barrio Villa El Salvador

## Comunidades Campesinas del Distrito de Pomata
- C.C. de Ampatiri
- C.C. de Batalla
- C.C. de Huapaca Santiago
- C.C. de Irujani
- C.C. de Iscuani
- C.C. de Jakehuaytahui
- C.C. de Lampa Chico
- C.C. de Sajo
- C.C. de Sisipa Challacollo
- C.C. de Tambillo
- C.C. de Villa Santiago
- C.C. de Tuquina Central

## Centros Poblados del Distrito de Pomata
- C.P. de Buenavista Chacachaca
- C.P. de Chatuma
- C.P. de Collini
- C.P. de Huacani
- C.P. de Huapaca San Miguel
- C.P. de Lampa Grande
- C.P. de Llaquepa
- C.P. de Ticaraya
- C.P. de Tuquina

## Instituciones Educativas del Distrito de Pomata
INSTITUCIONES EDUCATIVAS INICIALES NO ESCOLARIZADOS (PRONOEI)
- Módulo 1
- Módulo 2
- Módulo 3
- Módulo 4
- Módulo 5
- Módulo 6

CENTROS EDUCATIVOS INICIALES ESCOLARIZADOS
- CEI Nº 198 de Pomata
- CEI Nº 263 del Barrio Pueblo Libre
- CEI Nº 296 del Barrio San Martín
- CEI Nº 299 de Lampa Grande

INSTITUCIONES EDUCATIVAS DEL NIVEL PRIMARIO
- IE Particular Copapujo – Collini
- IEP Buenavista Chacachaca
- IEP Emanuel Mosser de Huapaca San Miguel
- IEP Nº 70 164 San Vicente de Paul
- IEP Nº 70 176 de Pomata
- IEP Nº 70 180 de Batalla
- IEP Nº 70 182 de Chatuma
- IEP Nº 70 183 de Irujani – Tuquina
- IEP Nº 70 185 de Collini
- IEP Nº 70 186 de Lampa Grande
- IEP Nº 70 187 de Llaquepa
- IEP Nº 70 188 de Sajo
- IEP Nº 70 189 de Tuquina
- IEP Nº 70 193 de Huacani
- IEP Nº 70 194 de Huapaca San Miguel
- IEP Nº 70 195 de Huapaca Santiago
- IEP Nº 70 224 de Ampatiri
- IEP Nº 70 225 de Villa Santiago
- IEP Nº 70 226 de Iscuani
- IEP Nº 70 227 de Lampa Chico
- IEP Nº 70 228 de Sisipa
- IEP Nº 70 229 de Tambillo
- IEP Nº 70 230 de Ticaraya
- IEP Nº 70 633 de Challacollo
- IEP Nº 70 687 de Jakehuaytahui
- IEP Nº 70 701 de Lampa Putuma
- IEP Nº 70 706 de Crucero – Llaquepa

INSTITUCIONES EDUCATIVAS DEL NIVEL SECUNDARIO
- IES Collasuyo de Llaquepa
- IES de Collini
- IES de Huapaca San Miguel
- IES Emmanuel de Pomata
- IES Huapaca Santiago
- IES INA 73 de Pomata
- IES No Estatal Yatichiri de Ampatiri
- IES Politécnico de Huacani
- IES Simón Bolívar de Chatuma